# ستيفن إدغار
ستيفن إدغار (بالإنجليزية: Stephen Edgar)‏ هو شاعر أسترالي، ولد في 1951 في سيدني في أستراليا.